# Pieter de Bloot

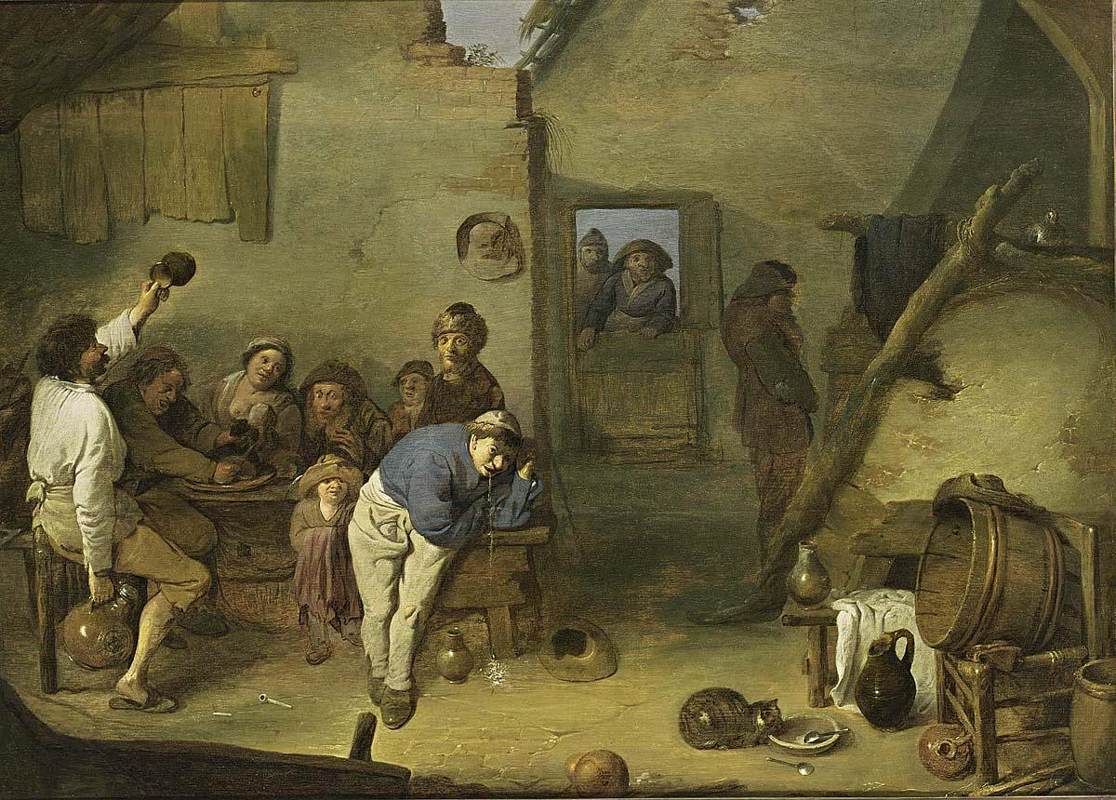
Interno di una taverna (1630 circa), collezione privata

Pieter de Bloot (Rotterdam, 1601 – Rotterdam, 6 novembre 1658) è stato un pittore olandese.

## Biografia
Fu specializzato nelle realizzazione di scene di genere rustico, variando da esempi fiamminghi ma mantenendo un certo carattere introspettivo, tipicamente olandese. I suoi "interni di fienile" sono tra i primi esempi del genere, popolare nei circoli di artisti di Rotterdam, la sua città in cui fu attivo tutta la vita.